# Musculus mesophragma-metaphragmalis lateralis
Musculus mesophragma-metaphragmalis lateralis, (pl. boczny mięsień środkowofragmo-tylnofragmalny) – mięsień występujący w tułowiu niektórych owadów.
Mięsień należący do grupy "podłużnych mięśni grzbietowych" (ang. dorsal longitudinal muscles) oraz do grupy mięśni mezofragmalno-metafragmalnych (ang. mesophragmo-metaphragmal muscles). Zlokalizowany jest w zatułowiu. Łączy on drugą fragmę (mesophragma) z trzecią fragmą (metaphragma), do której zaczepia się bocznie.
U błonkówek z nadrodziny Trigonaloidea mięsień ten nie występuje.